# 曾慶宏
曾慶宏（英語：TSANG Hing Weng Eric，1988年12月7日—），香港電影導演、作家，生於香港，現為香港浸會大學環球螢幕演技藝術學士(榮譽)課程主任、奪目影像創意總監、Plate Creations創辦人、香港電影發展局委員 。

## 生平
2012年香港中文大學新聞與傳播學院本科畢業，後獲香港城市大學創意媒體碩士，現為香港浸會大學環球螢幕演技藝術學士(榮譽)課程主任。他亦曾為大阪亞洲電影節、峇里島國際短片節及ifva Awards評審。
他執導的劇情短片包括《下雨天》（2018）及《木已成舟》（2019），曾入圍Sundance Film Festival等四個獲奧斯卡競賽資格的國際電影節。曾獲頒MFW峇里國際短片節2020年度最佳短片 、第17屆法國巴黎 Signes de Nuit 國際電影節愛德華斯諾登獎、鮮浪潮大獎、ifva特別表揚獎及第六屆張國興傑出青年傳播人獎等殊榮。實驗短片《遇僧記》（2018）曾在中國美術館展出。電視紀錄片作品曾在國家地理雜誌頻道、香港電台 、及ViuTV播出，其中實驗電視紀錄片《夜曲13》獲得2016香港電視節目欣賞指數調查第四階段欣賞指數第一位。
他首部執導的劇情長片《過時•過節》（2022）為第五屆首部劇情電影計劃大專組得獎項目，並為入圍第27屆釜山國際電影節的唯一香港劇情片導演。

## 電影

### 導演及編劇
| 年份 | 電影名稱  |
| ---- | --------- |
| 2022 | 過時•過節 |

## 著作
- 《蜜糖不壞：華語80後導演訪談》（2015）[2][6][7][8]
- 《亥時出世》（與馬傑偉、謝至德合著）（2009）[2][9][10]

## 外部連結
- 曾慶宏在香港影庫上的簡介
- 曾慶宏在时光网上的簡介（简体中文）
- 曾慶宏在互联网电影资料库（IMDb）上的資料（英文）